# Chlorostroma subcubisporum
Chlorostroma subcubisporum är en svampart som beskrevs av A.N. Mill., Lar.N. Vassiljeva & J.D. Rogers 2007. Chlorostroma subcubisporum ingår i släktet Chlorostroma och familjen kolkärnsvampar.   Inga underarter finns listade i Catalogue of Life.